# Siwa (Panchthar)
Siwa – gaun wikas samiti we wschodniej części Nepalu w strefie Meći w dystrykcie Panchthar. Według nepalskiego spisu powszechnego z 2001 roku liczył on 700 gospodarstw domowych i 3970 mieszkańców (2054 kobiet i 1916 mężczyzn).